# Kortbladig sylmossa
Kortbladig sylmossa (Pleuridium acuminatum) är en bladmossart som beskrevs av Lindberg 1863. Kortbladig sylmossa ingår i släktet sylmossor, och familjen Ditrichaceae. Enligt den finländska rödlistan är arten sårbar i Finland. Arten är reproducerande i Sverige. Artens livsmiljö är diken. Inga underarter finns listade i Catalogue of Life.